# Tábor
Tábor er en tjekkisk by i regionen Sydbøhmen. Den havde i 2019 godt 34.000 indbyggere fordelt på 62,22 km².